# Nationale Veteranendag
De Nationale Veteranendag in Den Haag wordt sinds 2005 georganiseerd als eerbetoon aan alle veteranen die voor Nederland actief zijn geweest.
Voorheen werd in Wageningen iedere 5 mei het veteranendefilé afgenomen door prins Bernhard. Na zijn overlijden  in 2004 werd besloten een veteranendag in Den Haag te organiseren en in Wageningen met een Bevrijdingsdefilé de ondertekening van de capitulatie te herdenken.
In 2005 was de eerste Nationale Veteranendag. In de Ridderzaal waren prins Willem-Alexander, veel veteranen en andere belangrijke personen bijeen. Naderhand werden op het Binnenhof medailles uitgereikt. Ter afsluiting was er een fly-over van de Koninklijke Luchtmacht en de Koninklijke Marine.
In 2006 werd ook het Malieveld bij het evenement betrokken. Hier verzamelden de militairen voor het defilé en er was veel te zien voor het publiek. Na de bijeenkomst in de Ridderzaal vertrokde kroonprins naar het Malieveld waar 150 veteranen een onderscheiding ontvingen. Daarna ging de prins met de minister-president naar de Kneuterdijk om het defilé af te nemen. De route begon bij het Malieveld, over het Buitenhof, de Hofweg en de Kalvermarkt naar de Fluwelen Burgwal en dan over de Herengracht en de Koningskade terug naar het Malieveld. Er liepen 3700 veteranen mee en 1000 actief dienende militairen. Tot slot was er een luchtdefilé.
In 2007 werd hetzelfde programma gevolgd. Op het Malieveld werden 200 onderscheidingen uitgereikt. Hierna werd besloten de Veteranendag niet steeds op de verjaardag van prins Bernhard te vieren, maar op de zaterdag er net voor of na. 
De vierde veteranendag werd op 28 juni 2008 gehouden. Een nieuw programmapunt werd toegevoegd, de Veteranen City Tour. Onderweg zijn een aantal stops, waar de veteranen kunnen uitstappen.
Op 27 juni 2009 werd het lustrumjaar gevierd. Er werden enkéle speciale medailles op het Binnenhof uitgereikt. De herinneringsmedailles voor vredesmissies uitgereikt.  De Prins gaf het Mobilisatie-Oorlogskruis voor Julius Walther Cameron, die in '43-'44 bij de Troepenmacht in Suriname diende en vervolgens via Australië bij het Koninklijk Nederlandsch-Indisch Leger belandde. er werden ook  drie draaginsignes gewonden uitgereikt. Minister van Defensie Eimert van Middelkoop reikte hen uit aan oud huzaar Willem van Wijnen, die in de meidagen van ’40 deel uitmaakte van het 1e Regiment huzaren-motorrijder, staatssecretaris  De Vries speldde een ereteken op bij Elsje Seinen, voormalig dienstplichtige in de jaren ’40,  en Commandant der Strijdkrachten generaal Peter van Uhm deed dat bij sergeant Patrick Liebers, die 19 januari 2006 ernstig gewond raakte in Afghanistan. verder ontving Kolonel Willem Verweij van premier Balkenende de herinneringsmedaille waarna nóg 55 militairen deze kregen voor missies Afghanistan, Bosnië en Herzegovina, Kosovo en Soedan.
Op 26 juni 2010 werden Op het Binnenhof 96 herinneringsmedailles aan vredesmissies uitgereikt.